# Mina Wylie
Wilhelmina Wylie, detta Mina (27 giugno 1891 – Sydney, 6 luglio 1984), è stata una nuotatrice australiana.

## Palmarès

### Olimpiadi
- Argento a Stoccolma 1912 nei 100 metri stile libero.